# Liste der Biografien/Bary
Liste der Biografien |
Portal Biografien |
Personensuche
# |
A |
B |
C |
D |
E |
F |
G |
H |
I |
J |
K |
L |
M |
N |
O |
P |
Q |
R |
S |
T |
U |
V |
W |
X |
Y |
Z |
?
 
Ba |
Be |
Bd |
Bg |
Bh |
Bi |
Bj |
Bl |
Bm |
Bn |
Bo |
Br |
Bs |
Bu |
Bw |
By |
Bz
 
Baa |
Bab |
Bac |
Bad |
Bae |
Baf |
Bag |
Bah |
Bai |
Baj |
Bak |
Bal |
Bam |
Ban |
Bao |
Bap |
Baq |
Bar |
Bas |
Bat |
Bau |
Bav |
Baw |
Bax–Baz
 
Bara |
Barb |
Barc |
Bard |
Bare |
Barf |
Barg |
Barh |
Bari |
Barj |
Bark |
Barl |
Barm |
Barn |
Baro |
Barp |
Barq |
Barr |
Bars |
Bart |
Baru |
Barv |
Barw |
Bary |
Barz
Die Liste der Biografien führt alle Personen auf, die in der deutschsprachigen Wikipedia einen Artikel haben. Dieses ist eine Teilliste mit 41 Einträgen von Personen, deren Namen mit den Buchstaben „Bary“ beginnt.

## Bary
- Bary, Alfred von (1873–1926), deutscher promovierter Neurologe und Opernsänger (Tenor)
- Bary, Amy-Cathérine de (* 1944), Schweizer Dressurreiterin
- Bary, Anton de (1831–1888), deutscher Naturwissenschaftler, Mediziner und BotanikerAnton de Bary (1831–1888)

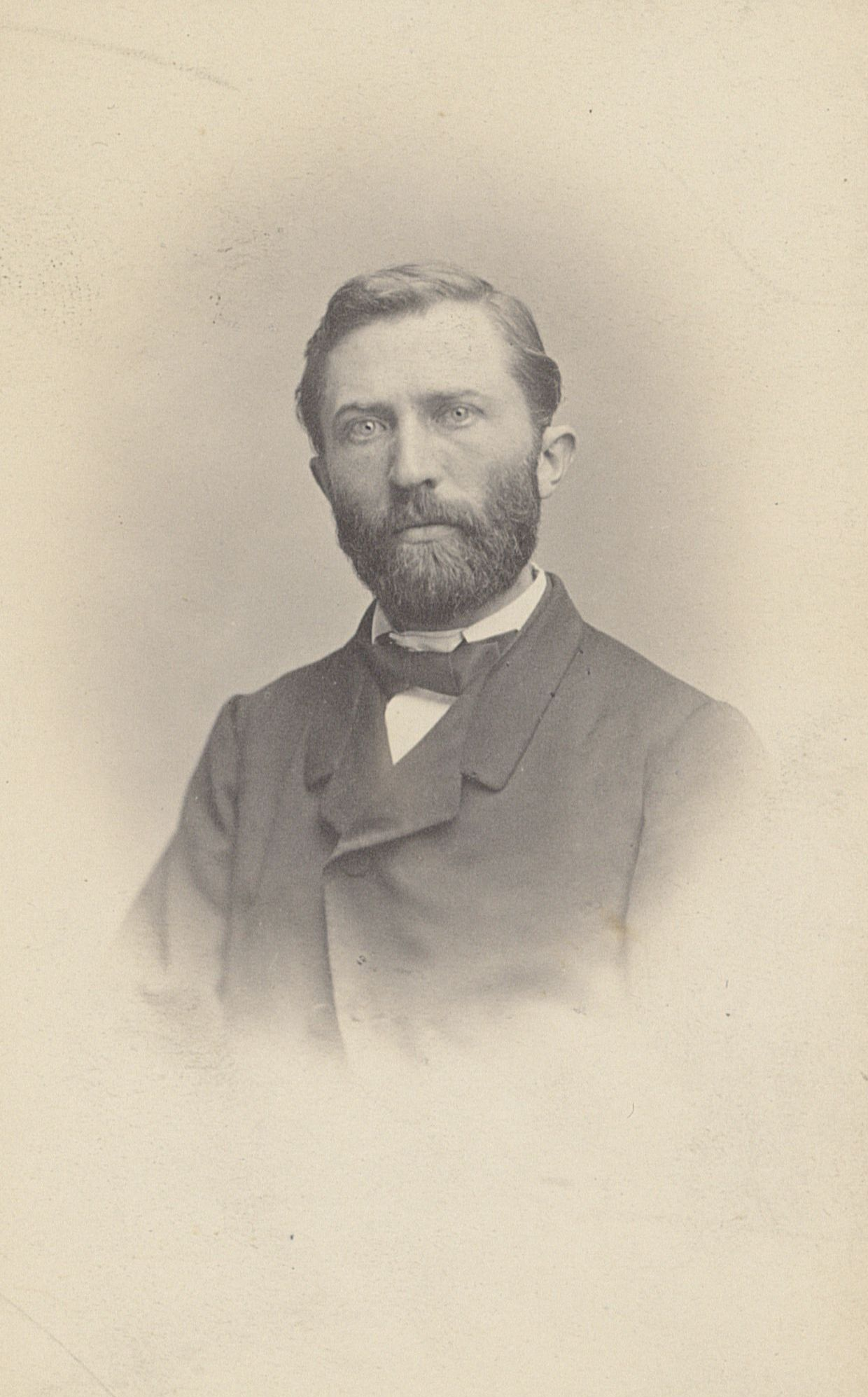
Anton de Bary (1831–1888)

- Bary, August de (1874–1954), deutscher Arzt und Kommunalpolitiker
- Bary, August Theodor de (1802–1873), Politiker Freie Stadt Frankfurt
- Bary, Eduard Robert (1813–1875), deutscher Porträt- und Historienmaler
- Bary, Erica de (1907–2007), deutsche Schriftstellerin
- Bary, Erwin von (1846–1877), deutscher Arzt und Afrikareisender
- Bary, Heinrich de (1803–1872), Kaufmann und Politiker der Freien Stadt Frankfurt
- Bary, Jacob Carl de (1795–1878), Politiker Freie Stadt Frankfurt
- Bary, Philipp Jacob de (1801–1858), Kaufmann und Politiker der Freien Stadt Frankfurt
- Bary, Tarik Abdel (* 1961), ägyptischer Universitätsprofessor, Übersetzer, Terminologe und Autor
- Bary-Doussin, Jenny von (1874–1922), deutsche Bildhauerin

### Barya
- Barya, Mildred (* 1976), ugandische Schriftstellerin, Dichterin und Journalistin
- Baryard-Johnsson, Malin (* 1975), schwedische Springreiterin
- Baryaxes († 324 v. Chr.), Usurpator gegen Alexander den Großen

### Baryc
- Barycka, Ewa (1979–2008), polnische Paläontologin

### Barye
- Barye, Alfred (1839–1882), französischer Bildhauer der Belle Époque
- Barye, Antoine-Louis (1795–1875), französischer Bildhauer und Maler

### Baryg
- Baryga, Heike (* 1966), deutsche Übersetzerin

### Baryk
- Baryka, Piotr (1600–1675), polnischer Schriftsteller
- Barykin, Alexander Alexandrowitsch (1952–2011), russischer Sänger, Komponist, Gitarrist und Rockmusiker
- Barykowa, Anna Pawlowna (1840–1893), russische Dichterin und Übersetzerin

### Baryl
- Baryl, Jan (1925–1977), tschechoslowakischer Politiker
- Barylla, André (* 1967), deutscher Fußballspieler
- Barylla, Anthony (* 1997), deutscher Fußballspieler
- Barylli, Gabriel (* 1957), österreichischer Schriftsteller, Schauspieler und Regisseur
- Barylli, Walter (1921–2022), österreichischer Violinist
- Barylli-Fayer, Lillian (1917–2014), österreichische Künstler-Fotografin

### Baryp
- Barypsabas, christlicher Einsiedler, Märtyrer und Heiliger

### Barys
- Barysas, Artūras (1954–2005), litauischer Schauspieler, Regisseur und Musiker sowie ein Vertreter der Avantgarde
- Baryschewa, Tatjana Semjonowna (1896–1979), sowjetische Theater- und Filmschauspielerin
- Baryschewa, Warwara Borissowna (* 1977), russische Eisschnellläuferin
- Baryschnikow, Alexander Georgijewitsch (1948–2024), sowjetischer Kugelstoßer
- Baryschnikowa, Anastassija Wladimirowna (* 1990), russische Taekwondoin
- Baryshnikov, Anna (* 1992), US-amerikanische Schauspielerin
- Baryshnikov, Mikhail (* 1948), sowjetisch, später US-amerikanischer Ballett-Tänzer, Choreograph und SchauspielerMikhail Baryshnikov (* 1948)

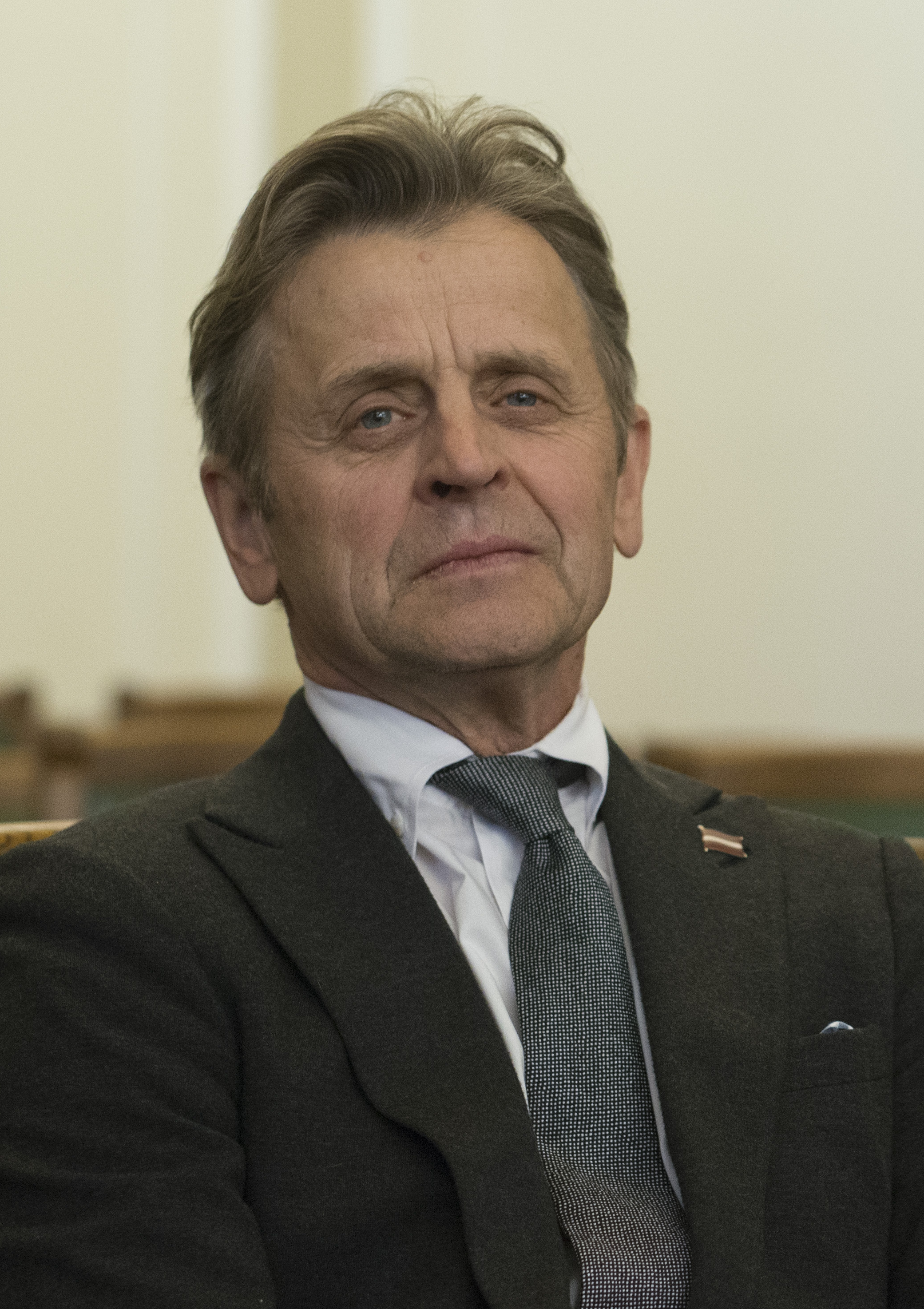
Mikhail Baryshnikov (* 1948)

- Baryssewitsch, Darja (* 1990), belarussische Mittelstreckenläuferin
- Baryssewitsch, Kazjaryna (* 1984), belarussische Journalistin
- Baryssik, Julija (* 1984), belarussische Judoka

### Baryt
- Barytscheuski, Kanstanzin (* 1990), belarussischer Weitspringer